# Монтсе, Нури
Нури Монтсе (исп. Nury Montsé; 25 декабря 1917, Жирона, Каталония — 26 декабря 1971, Буэнос-Айрес) — аргентинская киноактриса 1930—1940-х годов.

## Биография
Родилась в 1917 году в Аргентине, по происхождению каталонка, и часть юности провела там у своих бабушки и дедушки в городке Виласар-де-Мар.
Изучала актёрское мастерство в Национальной консерватории музыки и исполнительского искусства и начала работать в театре Лабарден, где её учителем была Альфонсина Сторни, и в театре у Флоренсио Парравичин, затем служила Национальном театре Сервантеса.
Она дебютировала на большом экране в фильме 1936 года и по 1946 год исполняя вторые роли снялась в более 20 фильмах аргентинского кино, в том числе таких знаковых фильмах тех лет, как «Нужно воспитывать Нини» (Hay que educar a Niní; 1940) и «Орхидеи по вторникам» (Los martes, orquídeas; 1941).
В 1946 году вышла замуж за актёре Анхеле Маганье, в браке двое детей, посвятила себя семье став домохозяйкой. Семья жила в городе Висенте-Лопес.
Умерла в 1971 году в Буэнос-Айресе, от рака, в возрасте 54 лет.